# Atamanowo

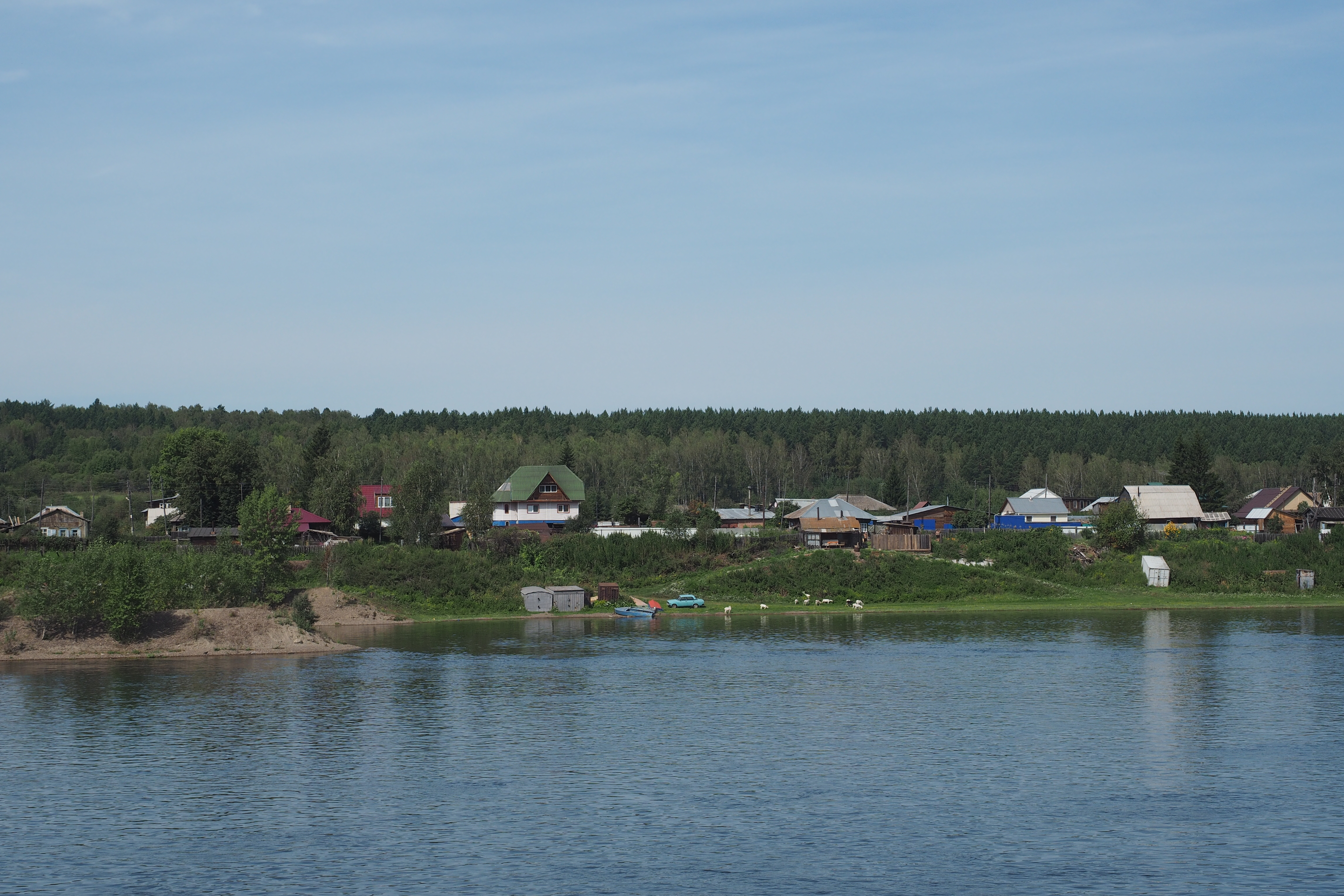
Atamanowo (2020)

Atamanowo (russisch Атама́ново) ist ein Dorf in Sibirien.
Die Ortschaft liegt in der Region Krasnojarsk am linken Ufer des Jenissei, gegenüber der nahegelegenen Kerntechnischen Anlage Schelesnogorsk.

## Söhne und Töchter des Ortes
- Anatoli Stepanowitsch Djatlow (1931–1995), stellvertretender Chefingenieur des Kernkraftwerkes Tschernobyl und Leiter des Versuchs, der zur Nuklearkatastrophe von Tschernobyl führte.